# Les Fortiches
Les Fortiches est un film français réalisé par Georges Combret, sorti en 1961.

## Fiche technique
- Titre : Les Fortiches
- Réalisation : Georges Combret
- Scénario et dialogues : Georges Combret, Juliette Saint-Giniez et René Sarvil
- Photographie : Pierre Lebon
- Son : Jean Bonnafoux
- Musique : Vincent Scotto
- Montage : Louis Devaivre
- Sociétés de production : Radius Productions
- Pays d'origine : France
- Genre : Comédie
- Durée : 88 minutes
- Date de sortie : 4 janvier 1961
- Affiche : Clément Hurel (France)

## Distribution
- Jean Richard
- Darry Cowl
- Jacqueline Danno
- Christian Méry
- Véra Valmont
- René Sarvil
- Renato Salvatori